# Sudost’

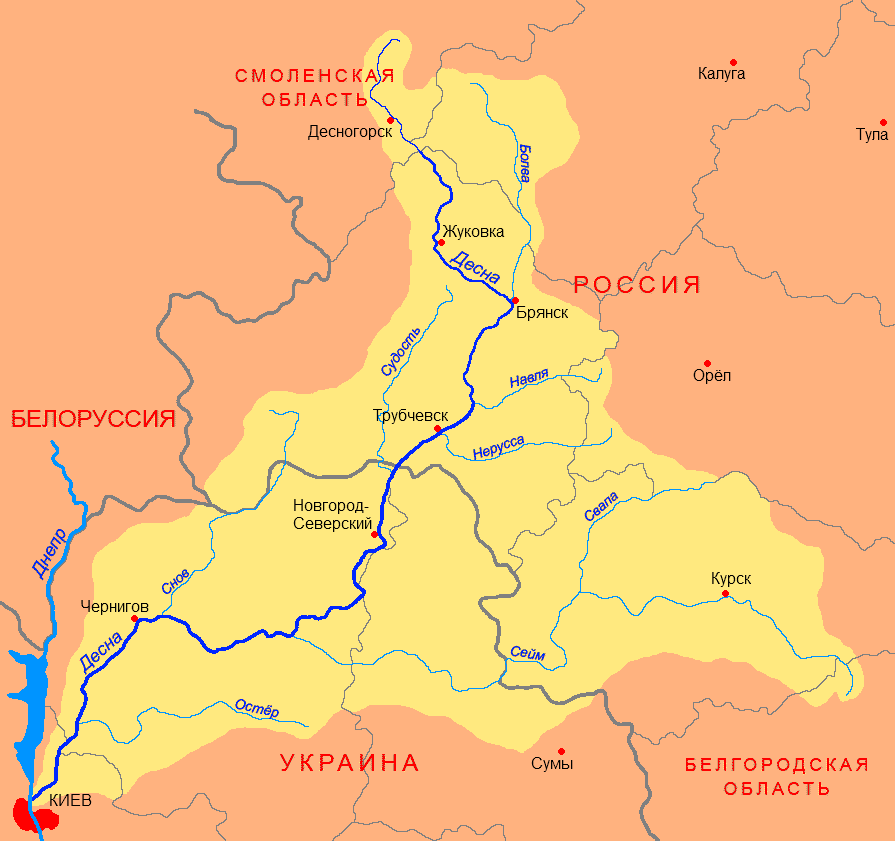
Dorzecze Desny

Sudost’ (ukr. i ros. Судость Sudost’) – rzeka na Ukrainie i w Rosji, prawy dopływ Desny. Długość - 208 km, powierzchnia zlewni - 5850 km².
Płynie przez północną część Niziny Naddnieprzańskiej.